# Rodel
Rodel (gaélique écossais : Roghadal) est un village écossais sur la côte sud-est de Harris, la région méridionale de Lewis et Harris, une île des Hébrides extérieures. C'était autrefois la capitale historique et le principal port de Harris avant que Tarbert le devienne.
St Clement's Church (Tur Chliamainn) y est une église du XVe siècle qui a été construite pour le Clan MacLeod et qui est dédiée au pape Clément Ier. L'église a été construite en gneiss de Lewis. Elle domine le Loch Rodel. Cette église restaurée est actuellement sous la responsabilité de Historic Scotland.
Situé près du port, Rodel Hotel a été construit en 1781 et a été à l'origine de la maison Alexander MacLeod de Dunvegan et Harris, à qui appartenait Harris à l'époque. Il a été rénové en 2001.